# Gardienii galaxiei
Gardienii galaxiei sau Gardienii Galaxiei (titlu original: Guardians of the Galaxy) este un film american cu supereroi din 2014 regizat de James Gunn. Rolurile principale au fost interpretate de actorii Chris Pratt, Zoe Saldana, Dave Bautista, Bradley Cooper, Vin Diesel.

## Prezentare
După ce a furat un glob misterios aflat în cele mai îndepărtate colțuri ale spațiului cosmic, pământeanul Peter Quill devine ținta principală a extratereștrilor conduși de răufăcătorul Ronan Acuzatorul. Pentru a lupta împotriva lui Ronan și astfel de a salva toată galaxia de puterea sa distrugătoare, Quill creează o echipă de eroi spațiali cunoscută sub numele de "Gardienii galaxiei".

## Distribuție

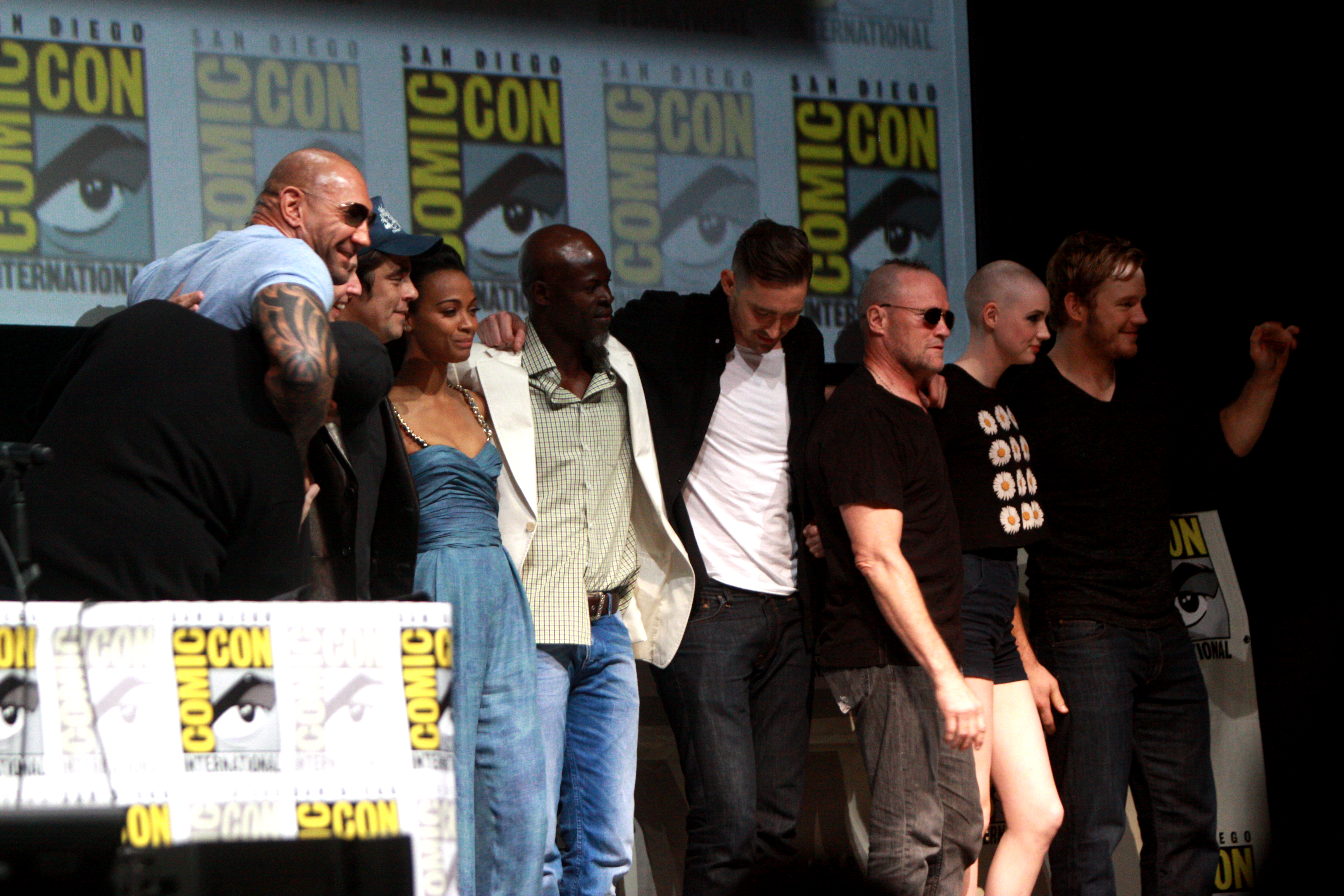
Actorii și echipa de producție a filmului la San Diego Comic-Con International, 2013, de la stânga la dreapta: producătorul Kevin Feige, David Bautista, regizorul James Gunn, Benicio del Toro, Zoe Saldana, Djimon Hounsou, Lee Pace, Michael Rooker, Karen Gillan și Chris Pratt.

- Chris Pratt ca Peter Jason Quill / Star-Lord (jumătate om, jumătate extraterestru; răpit de extratereștri din Missouri; conducătorul Gardienilor)
- Zoe Saldana ca Gamora (o orfană dintr-o lume extraterestră, a fost înfiată și antrenată de Thanos ca asasin personal.)
- David Bautista ca  Drax Distrugătorul (deținut din închisoarea de pe stația spațială și un războinic care caută să se răzbune pe Ronan pentru moartea familiei sale)
- Vin Diesel ca Groot (voce) (complicele lui Rocket, este un fel de copac extraterestru mișcător care spune doar Eu sunt Groot)
- Bradley Cooper ca Rocket (voce) (Rocket este un raton modificat genetic)
- Lee Pace ca Ronan Acuzatorul
- Michael Rooker ca Yondu Udonta
- Karen Gillan ca Nébula
- Djimon Hounsou este Korath
- John C. Reilly ca Rhomann Dey, ofițer al cohortelor N.O.V.A.
- Glenn Close ca Nova Prime Irani Rael, conducător al cohortelor N.O.V.A.
- Benicio del Toro este Taneleer Tivan / Colecționarul
- Laura Haddock ca Meredith Quill
- Sean Gunn ca Kraglin, un Ravageur / dublura lui Rocket
- Peter Serafinowicz ca Garthan Saal
- Christopher Fairbank ca broker
- Gregg Henry ca  bunicul lui Peter Quill
- Ophelia Lovibond este Carina
- Sharif Atkins ca un pilot de N.O.V.A.
- Stan Lee ca soțul femeii Xandarienne
- Nathan Fillion ca un deținut din închisoarea de pe stația spațială pe care Groot îl prinde de nas
- Alexis Denisof ca vizirul lui Thanos
- Rob Zombie navigator Ravageur (voce - cameo)
- James Gunn ca Maskless Sakaaran (cameo)
- Tyler Bates ca pilot Ravageur (cameo, nem.)
- Josh Brolin ca Thanos (voce, nem.)
- Lloyd Kaufman ca un deținut(cameo, nem.)
- Ralph Ineson ca un Ravageur
- Seth Green ca Howard the Duck